# Confine tra Bangladesh e Birmania
Il confine tra Bangladesh e Birmania descrive la linea che delimita i due stati. Ha una lunghezza di 271 km.

## Geografia
Il confine è formato dalle rive del fiume Naf all'estremità settentrionale dello stato di Rakáin e all'estremità meridionale dello stato di Chin, vicino alla cima del Mowdok Mual, e si estende per 274 km.
È il confine birmano più corto e l'unico in Bangladesh oltre quello molto lungo con l'India. Inizia dalla triplice frontiera Bangladesh-India-Birmania e scende a sud fino al Golfo del Bengala. Nell'ultima sezione segue il fiume Naf.

## Storia
Questo confine risale al 1937, quando la Birmania britannica fu separata dall'India, quando entrambe erano ancora colonie britanniche.

## Immigrazione e chiusure
A seguito del conflitto Rohingya, i rifugiati di questo gruppo etnico usano il confine per passare dalla Birmania al Bangladesh. Bangladesh e Birmania hanno concordato di chiudere i loro confini durante l'improvviso afflusso di rifugiati rohingya. Nel distretto di Maungdaw , vicino al confine con la Birmania, l'80% della popolazione è Rohingya.